# Solanum polytrichum
Solanum polytrichum är en potatisväxtart som beskrevs av Stefano Moricand. Solanum polytrichum ingår i släktet skattor som ingår i familjen potatisväxter. Inga underarter finns listade i Catalogue of Life.

## Bildgalleri

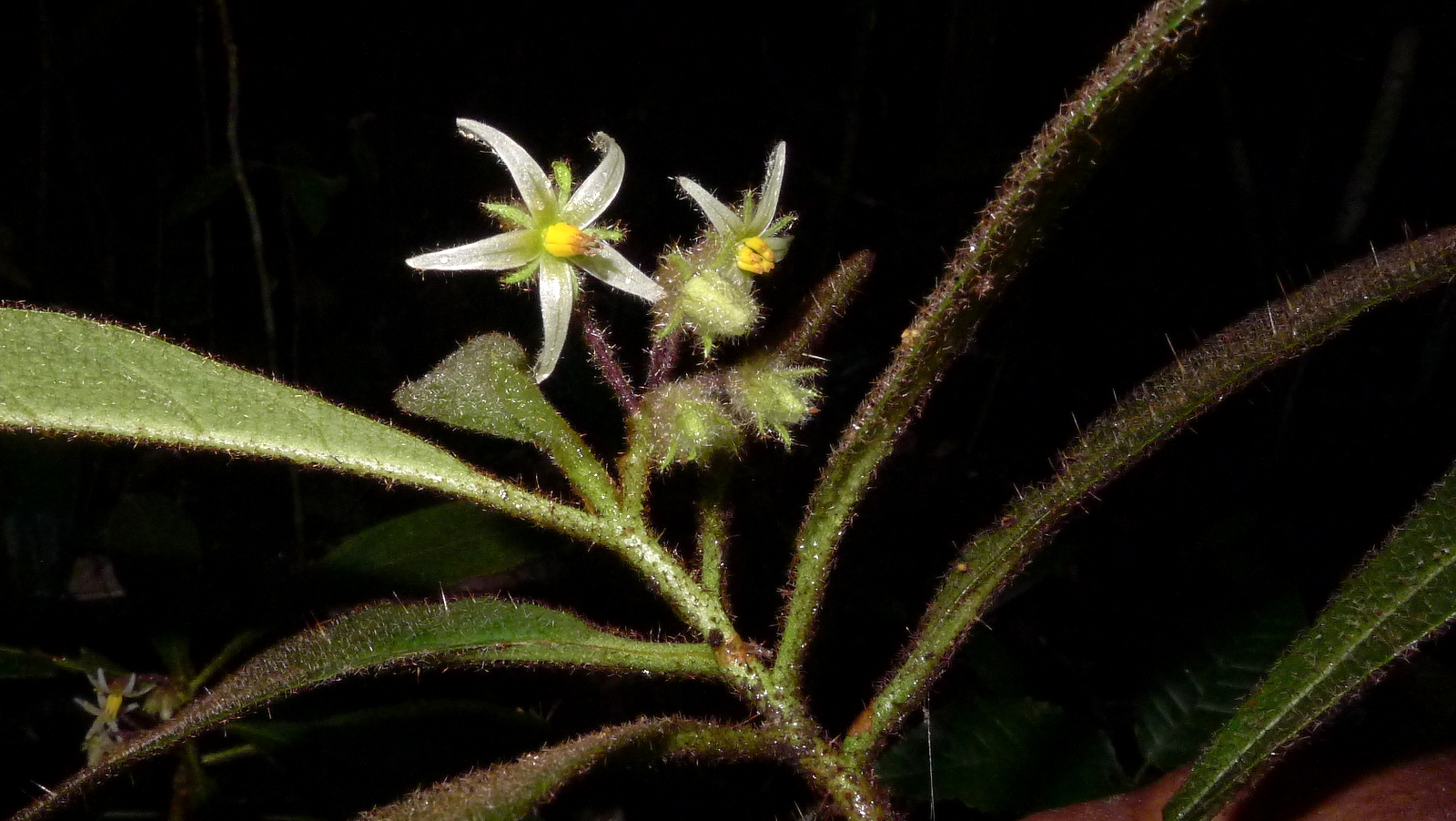
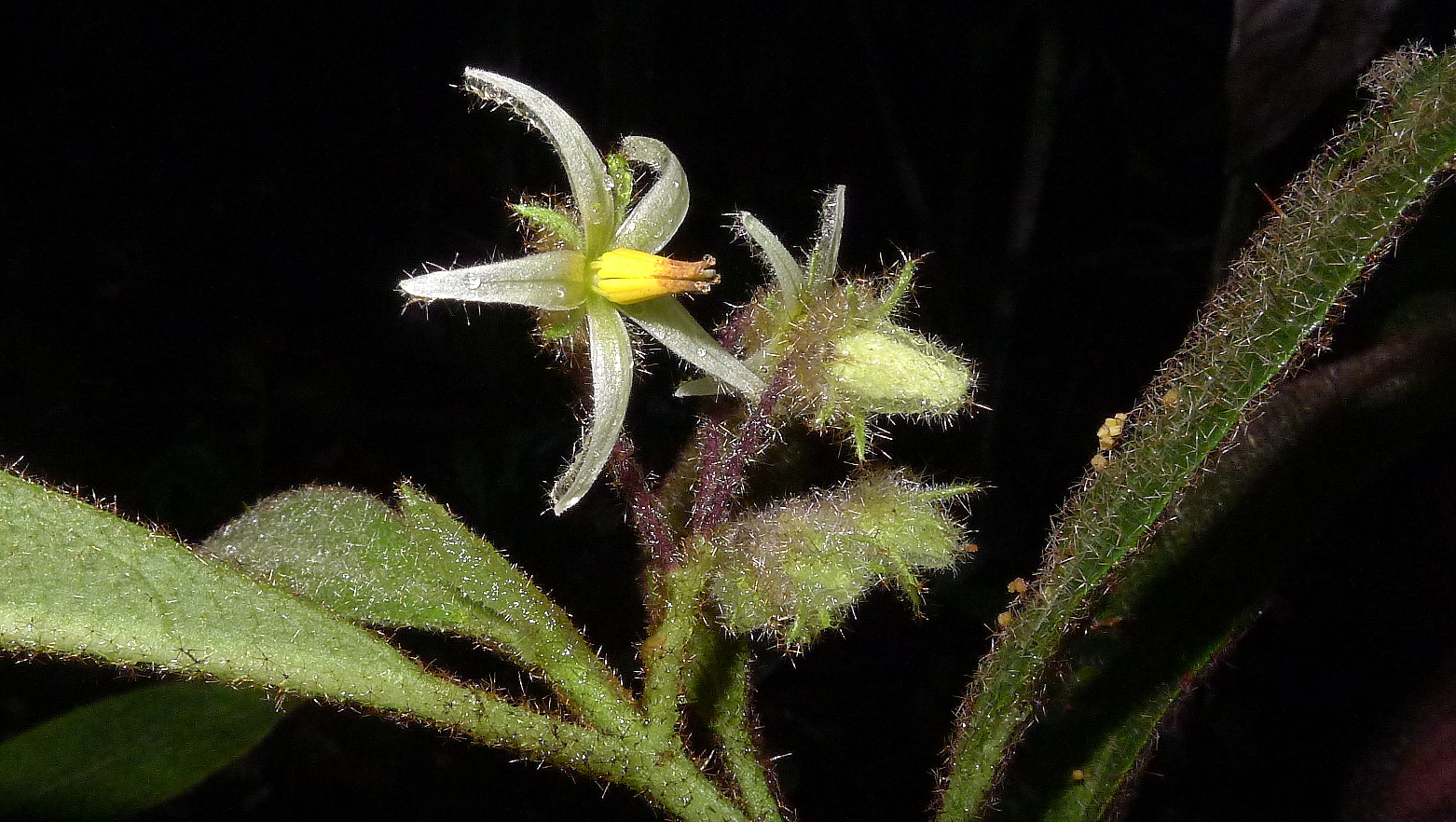
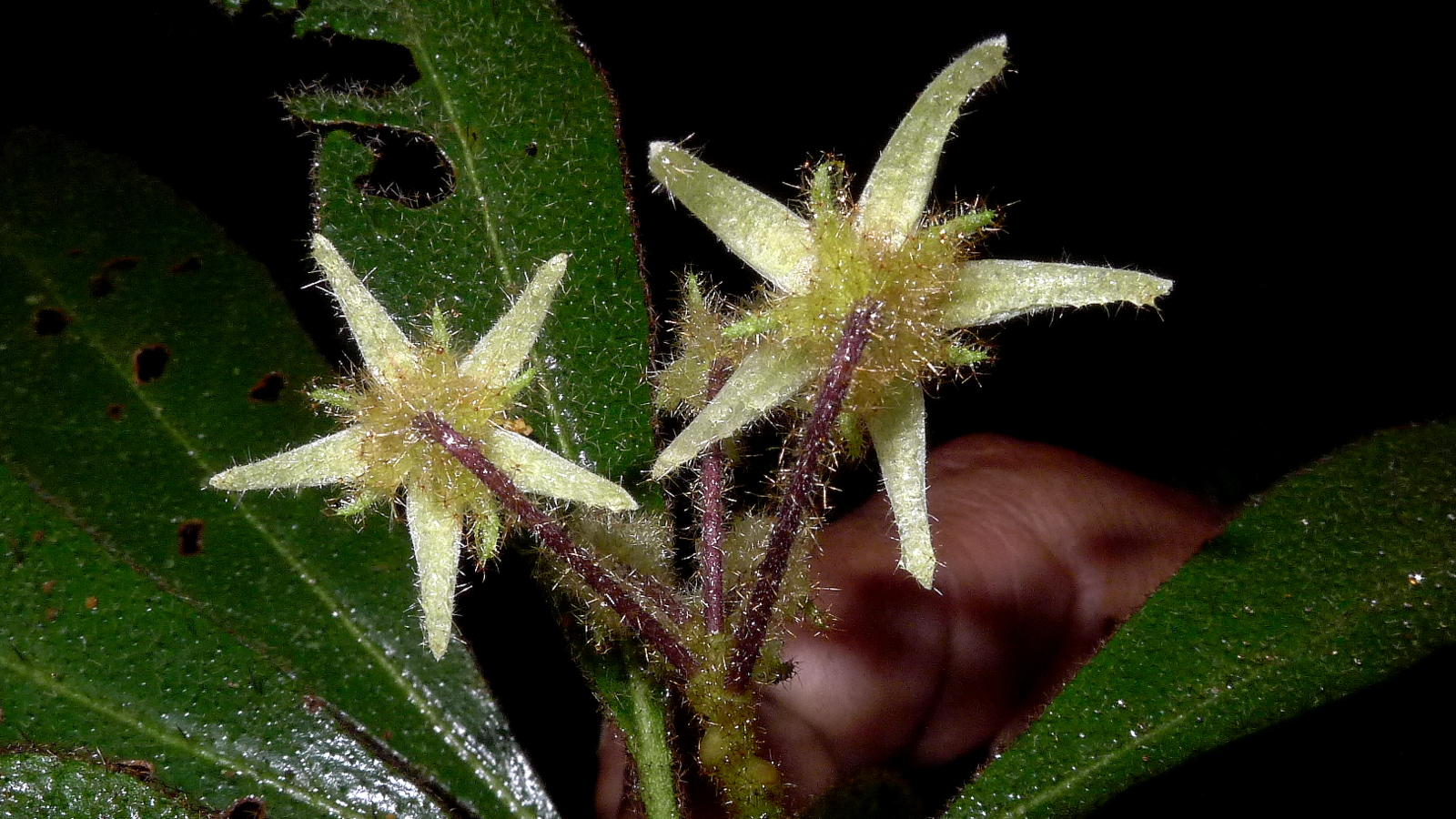
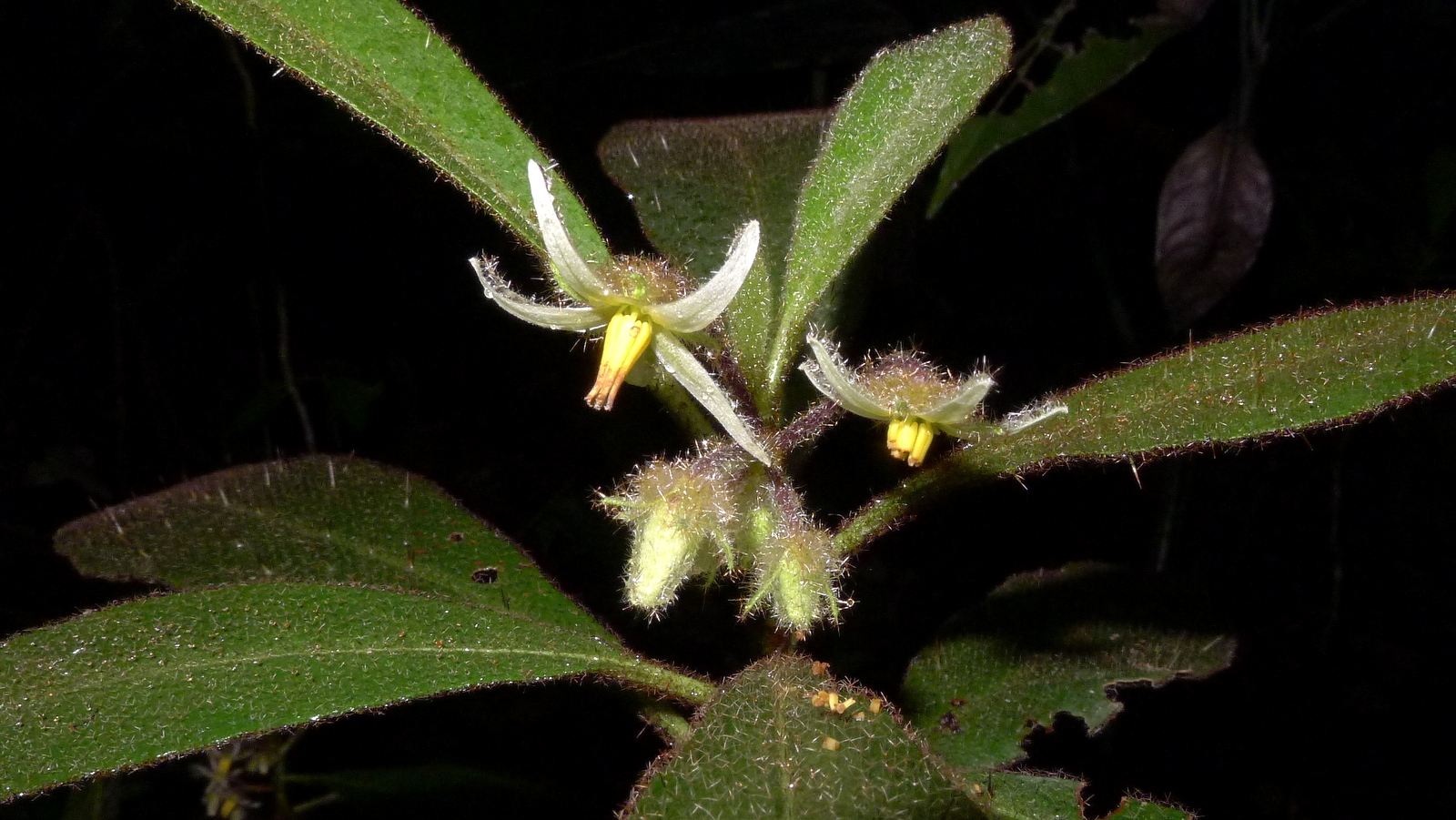
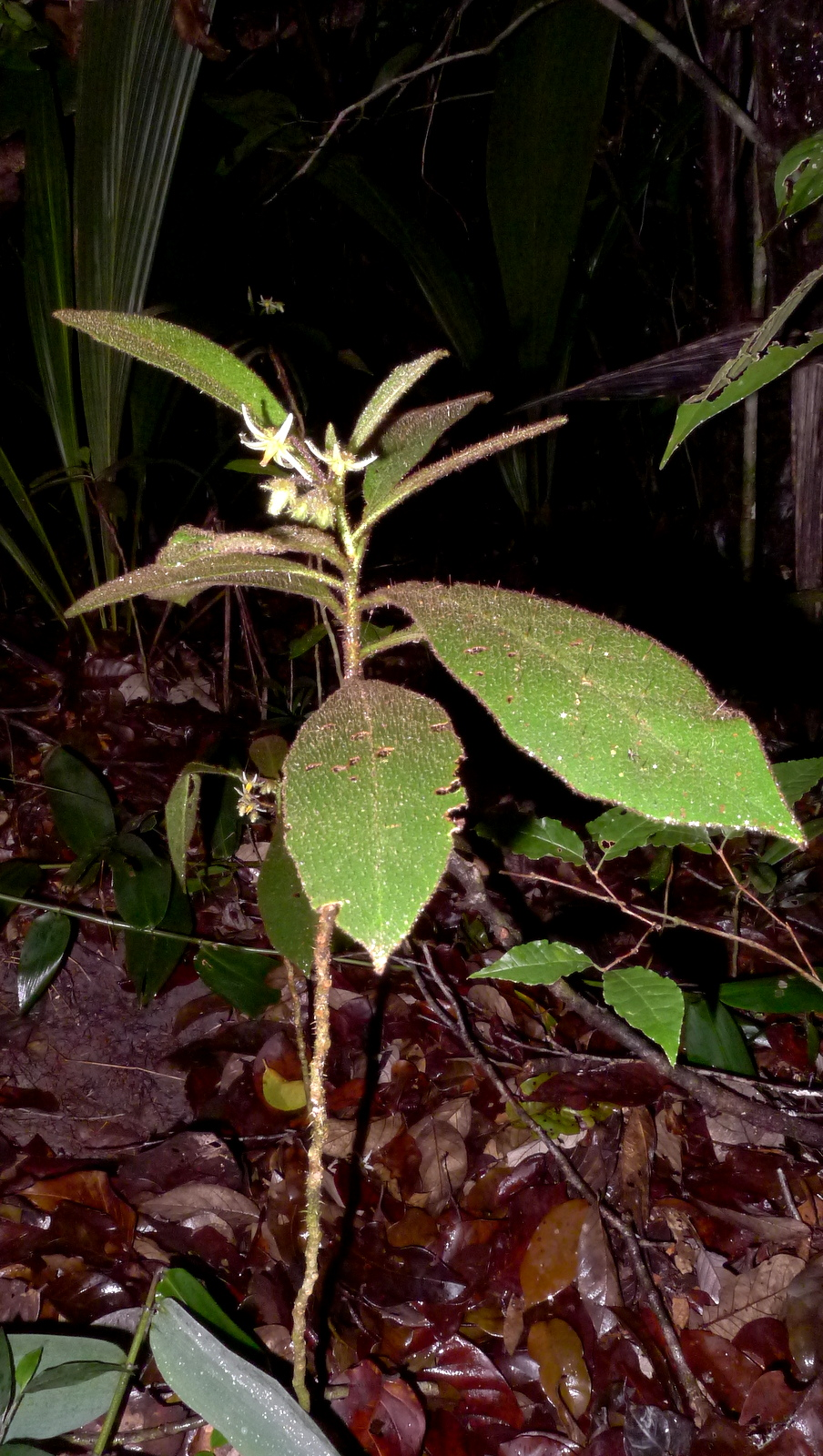
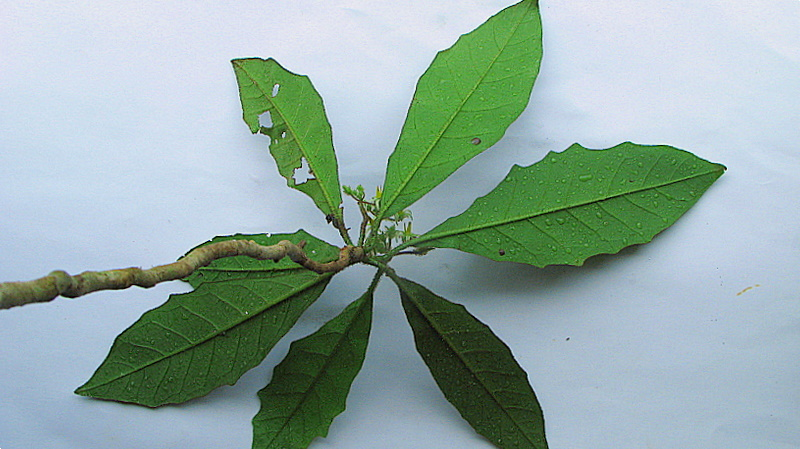